# Redmond Gerard
Redmond "Red" Gerard (né le 29 juin 2000 à Westlake) est un snowboardeur américain.
Gerard vit à Silverthorne, Colorado.
Il remporte aux Jeux olympiques d'hiver de 2018 la médaille d'or en slopestyle. Il est le premier athlète né dans les années 2000 à gagner une médaille d'or olympique.

## Palmarès

### Jeux olympiques d'hiver
- Médaillé d'or en Slopestyle à Pyeongchang en 2018.

### Coupe du monde
- 1 petit  globe de cristal :
  - Vainqueur du classement slopestyle en 2017.
- 13 podiums dont 4 victoires.

#### Détails des victoires
| Épreuve / Édition | Big air | Slopestyle       |
| ----------------- | ------- | ---------------- |
| 2016-2017         |         | Mammoth Mountain |
| 2017-2018         |         | Snowmass Village |
| 2018-2019         |         | Mammoth Mountain |
| 2021-2022         |         | Mammoth Mountain |